# 건소
건소(建昭)는 중국 전한(前漢) 원제(元帝)의 세 번째 연호이다. 기원전 38년에서 기원전 34년까지 5년 동안 사용하였다.

## 연대대조표
| 건소                | 원년        | 2년         | 3년         | 4년         | 5년         |
| 서력                | 기원전 38년 | 기원전 37년 | 기원전 36년 | 기원전 35년 | 기원전 34년 |
| 육십간지 (六十干支) | 계미(癸未)  | 갑신(甲申)  | 을유(乙酉)  | 병술(丙戌)  | 정해(丁亥)  |

## 같이 보기
- 중국의 연호

| 이전 연호 영광(永光) | 중국의 연호 전한(前漢) | 다음 연호 경녕(竟寧) |